# コトシュ

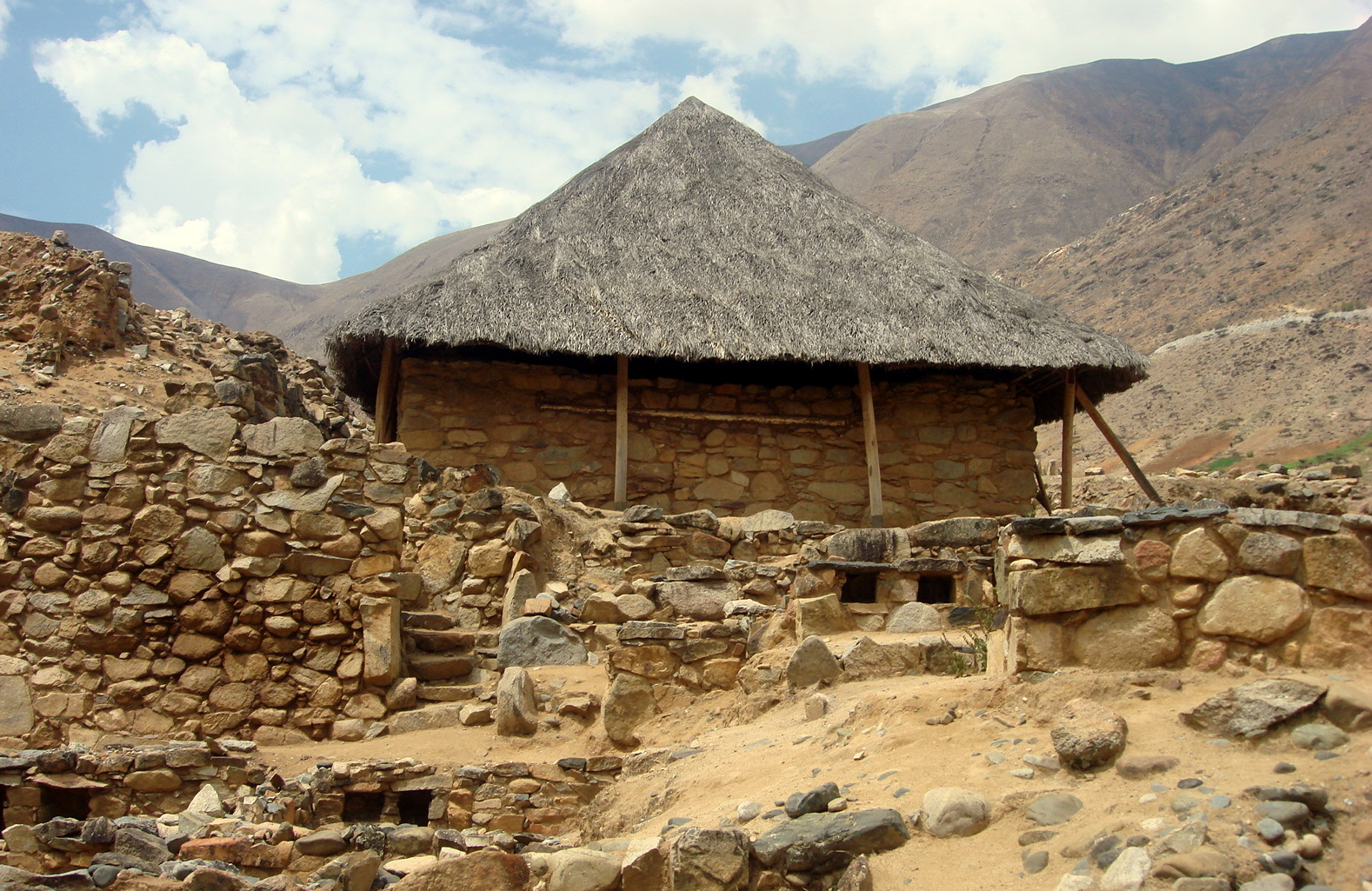

コトシュ（Kotosh）は、ペルー中部のワヌコ西方にある古代建造物遺構群。ケチュア語で「石の小山」を意味する。

## 概要
中心となる遺跡は直径100m、高さ14mで十数層に渡る7文化期の生活遺構が認められる。最下層から出土した主神殿はフーリオ・C・テーヨによってミト文化（無土器神殿文化）と命名され、中央アンデス文化史上におけるチャビン文化の生成に強く影響を与えたとされる。
東京大学アンデス地帯学術調査団の団長であった泉靖一は、1960年（昭和35年）、1963年（昭和38年）に大規模な発掘調査を実施し、テーヨらの主張するミト文化の存在を実証した。